# Tarsalia deccana
Tarsalia deccana är en biart som beskrevs av Baker 1972. Tarsalia deccana ingår i släktet Tarsalia och familjen långtungebin. Inga underarter finns listade i Catalogue of Life.